# Indywidualne Mistrzostwa Malezji na Żużlu 2007
Indywidualne Mistrzostwa Malezji na Żużlu 2007 – cykl czterech turniejów żużlowych przeprowadzonych na torze w Kuala Lumpur, które wyłoniły najlepszych żużlowców Malezji w roku 2007. Zwycięzcą całego cyklu został Nazrie Ramli. Były to pierwsze i jedyne w historii indywidualne mistrzostwa Malezji na żużlu.
Poszczególne rundy rozegrano 28 lipca, 18 sierpnia oraz 8 i 23 września. Żużlowcy ścigali się na torze w stolicy Malezji – Kuala Lumpur. W każdych z zawodów startowało po 12 zawodników. W sumie w czterech turniejach wzięło udział łącznie 16 żużlowców z 6 klubów (Titiwangsa, Nova, Seri Putra, Samudera, Motivasi oraz Maxi Alpha).
Pierwsze dwie rundy wygrał Rody Sofian Buang z klubu Seri Putra, który w obu startach zgromadził po 12 punktów. Z powodu kontuzji ramienia nie wziął jednak udziału w trzecim turnieju. Ostatecznie nie wystartował także w zawodach kończących mistrzostwach, zajmując 6. miejsce w klasyfikacji generalnej mistrzostw. W trzeciej i czwartej rundzie zwyciężył Nazrie Ramli z klubu Titiwangsa, gromadząc w obu startach po 12 punktów.
Klasyfikację generalną Indywidualnych Mistrzostw Malezji na Żużlu 2007 wygrał Nazrie Ramli, który w czterech startach zgromadził 46 punktów. Srebrny medal zdobył Mohammad Azlan Abdullah z klubu Nova (36 punktów), a brązowy Azmi bin Kaseran z klubu Seri Putra (35 punktów).

## Klasyfikacja generalna
| Miejsce | Zawodnik                    | Runda 1 | Runda 2 | Runda 3 | Runda 4 | Łącznie |
| ------- | --------------------------- | ------- | ------- | ------- | ------- | ------- |
| 1.      | Nazrie Ramli                | 11      | 11      | 12      | 12      | 46      |
| 2.      | Mohammad Azlan Abdullah     | 8       | 7       | 11      | 10      | 36      |
| 3.      | Azmi bin Kaseran            | 9       | 10      | 8       | 8       | 35      |
| 4.      | Amli Jamat                  | 6       | 9       | 7       | 11      | 33      |
| 5.      | Nur Azman Masdar            | 3       | 8       | 9       | 7       | 27      |
| 6.      | Rody Sofian Buang           | 12      | 12      | –       | –       | 24      |
| 7.      | Khairul Azuad Mahamad Rosdi | 7       | 4       | 6       | 6       | 23      |
| 8.      | Mohd Zulkhairi Johar        | 10      | –       | 10      | –       | 20      |
| 9.      | Ridzuan Kornin              | 4       | 2       | 5       | 5       | 16      |
| 10.     | Juhari Mohd Jaafar          | 5       | 6       | 1       | 2       | 14      |
| 11.     | Abdul Jamil Mokhtar         | 2       | 5       | 2       | 3       | 12      |
| 12.     | Zuhaili Norhan              | 1       | 3       | 4       | 1       | 9       |
| 13.     | Mohd Saufi Wang             | –       | –       | –       | 9       | 9       |
| 14.     | Rashid Pefai                | –       | –       | –       | 4       | 4       |
| 15.     | Abu Khaleel Samsun          | –       | –       | 3       | –       | 3       |
| 16.     | Mohd Ridwan Pefai           | –       | 1       | –       | –       | 1       |